# Vrin
Vrin (, toponimo romancio e tedesco) è una frazione di 181 abitanti del comune svizzero di Lumnezia, nella regione Surselva (Canton Grigioni).

## Geografia fisica
Vignogn si trova nell'alta Val Lumnezia ai piedi del passo di Diesrut.

## Storia

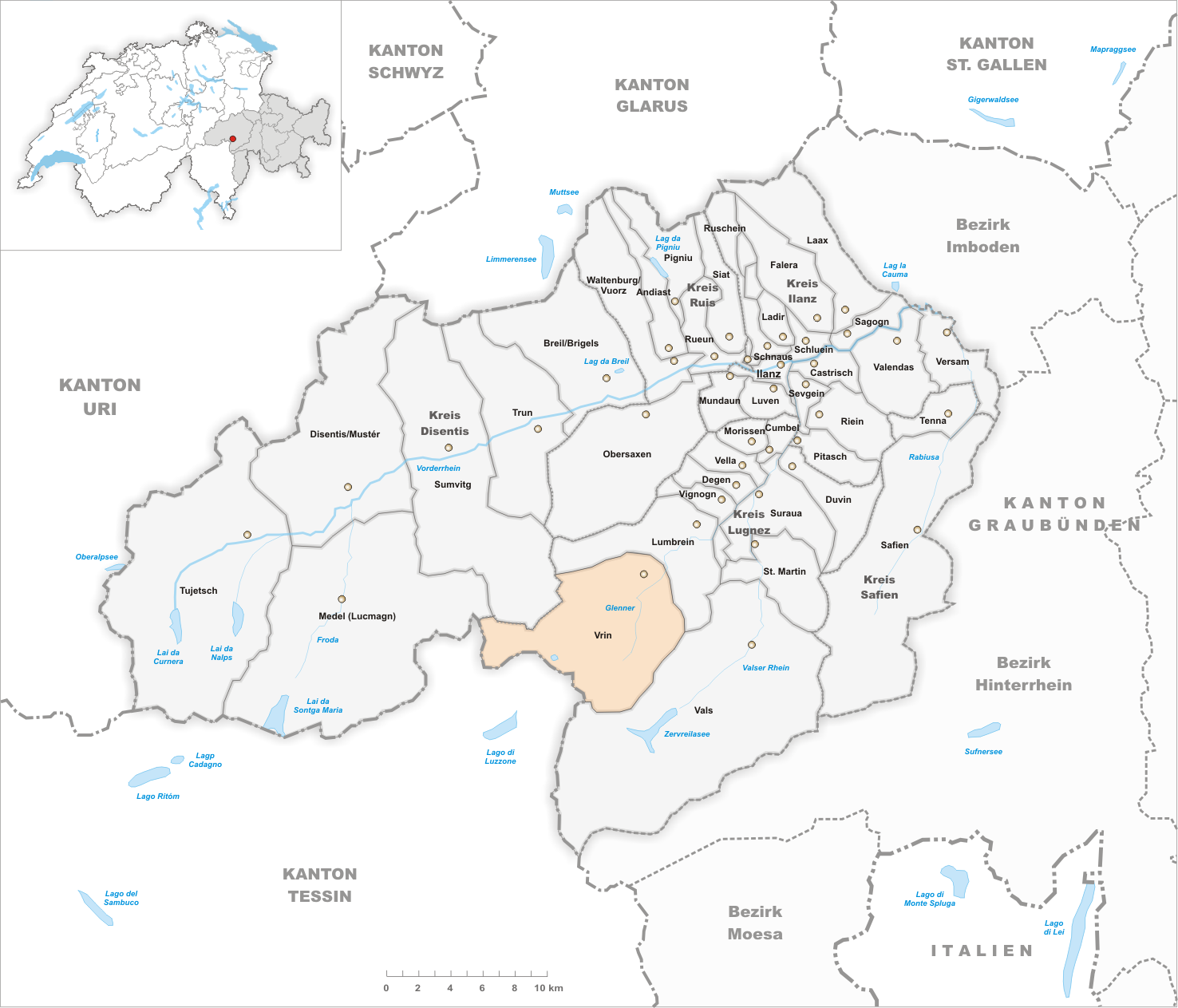
Il territorio del comune di Vrin prima degli accorpamenti comunali del 2013

Già comune autonomo che si estendeva per 71,25 km² e che comprendeva le frazioni di Cons, Ligiazun, Sogn Giusep, Vrin Dadens e Vrin Dado, il 1º gennaio 2013 è stato aggregato agli altri comuni soppressi di Cumbel, Degen, Lumbrein, Morissen, Suraua, Vella e Vignogn per formare il nuovo comune di Lumnezia.

## Monumenti e luoghi d'interesse
- Chiesa cattolica della Natività della Vergine e San Giovanni Battista, attestata dal 1345[1].

## Società

### Evoluzione demografica
L'evoluzione demografica è riportata nella seguente tabella:
Abitanti censiti